# Ivana Plchotová
Ivana Plchotová (ur. 28 października 1982 w Hustopečach) – czeska siatkarka grająca na pozycji środkowej, reprezentantka kraju. Obecnie występowała w drużynie TJ Ostrawa.

## Sukcesy klubowe
Superpuchar Polski:
- 2008, 2012

Mistrzostwo Polski:
- 2009
- 2013
- 2012, 2015

Mistrzostwo Rumunii:
- 2016
- 2010

Puchar Polski:
- 2012, 2013

## Sukcesy reprezentacyjne
Mistrzostwa Europy Juniorek:
- 2000

## Nagrody indywidualne
- 2012 – Najlepsza blokująca turnieju finałowego Pucharu Polski